# Српска православна црква Преображења Господњег у Елемиру
Српска православна црква Преображења Господњег у Елемиру, месту у општини Зрењанин, подигнута је 1806. године, као културно добро је под заштитом и представља споменик културе.
Према забелешкама у црквеним књигама из 1763. године, на том месту постојала је старија црква, а потврду о датуму настајања сведочи запис изнад прозора на олтарској апсиди. Садашња црква припада типу класицистичких грађевина које су у Војводини подизане почетком 19. века, као једнобродна, са петостраном апсидом и звоником на западном прочељу. Конструктивни склоп чине масивни ободни зидови и полукружни луци који носе полуобличасте сводове.
Западна фасада има плитки ризалит са портиком од удвојених пиластара надвишених тимпаноном. Испод архитрава је фриз метопа и триглифа. На бочним фасадама су дубоке нише надвишене касетираним луком и раздвојене пиластрима. Унутрашњост цркве је луковима подељена на четири травеја, солеју и олтарски простор. Лукови не прелазе у пиластре него се ослањају на архитраве и конзоле. Декорација је умерена. Својом монументалношћу, конструктивним решењима, пропорцијским односима и чистотом стила црква представља значајно и веома успело архитектонско остварење.

## Галерија
- Југоисточна страна цркве
- Звоник
- Иконостас
- Галерија цркве
- Поглед са галерије на иконостас
- Живопис свода наоса